# Centris errans
Centris errans là một loài Hymenoptera trong họ Apidae. Loài này được Fox mô tả khoa học năm 1899.

## Hình ảnh

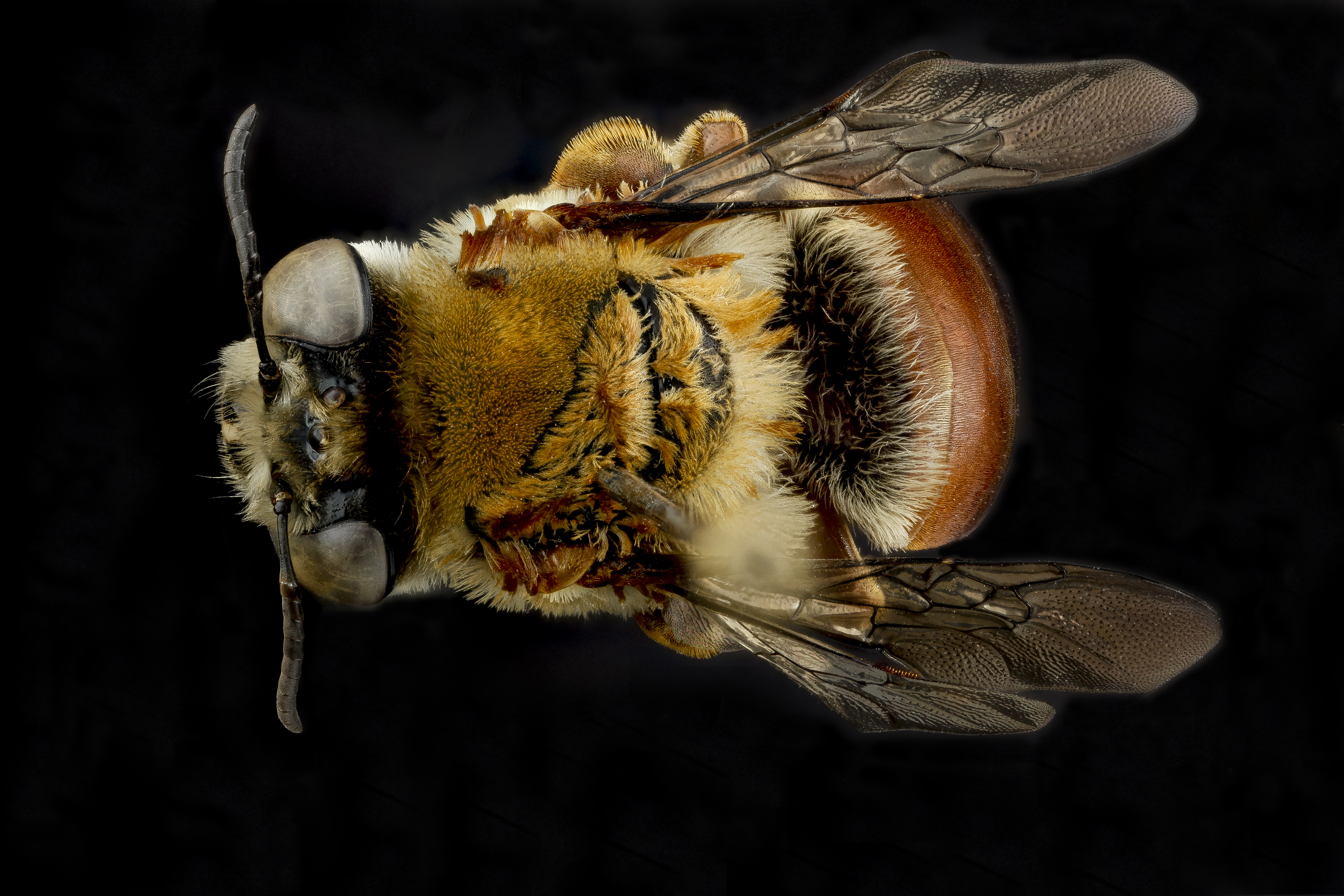
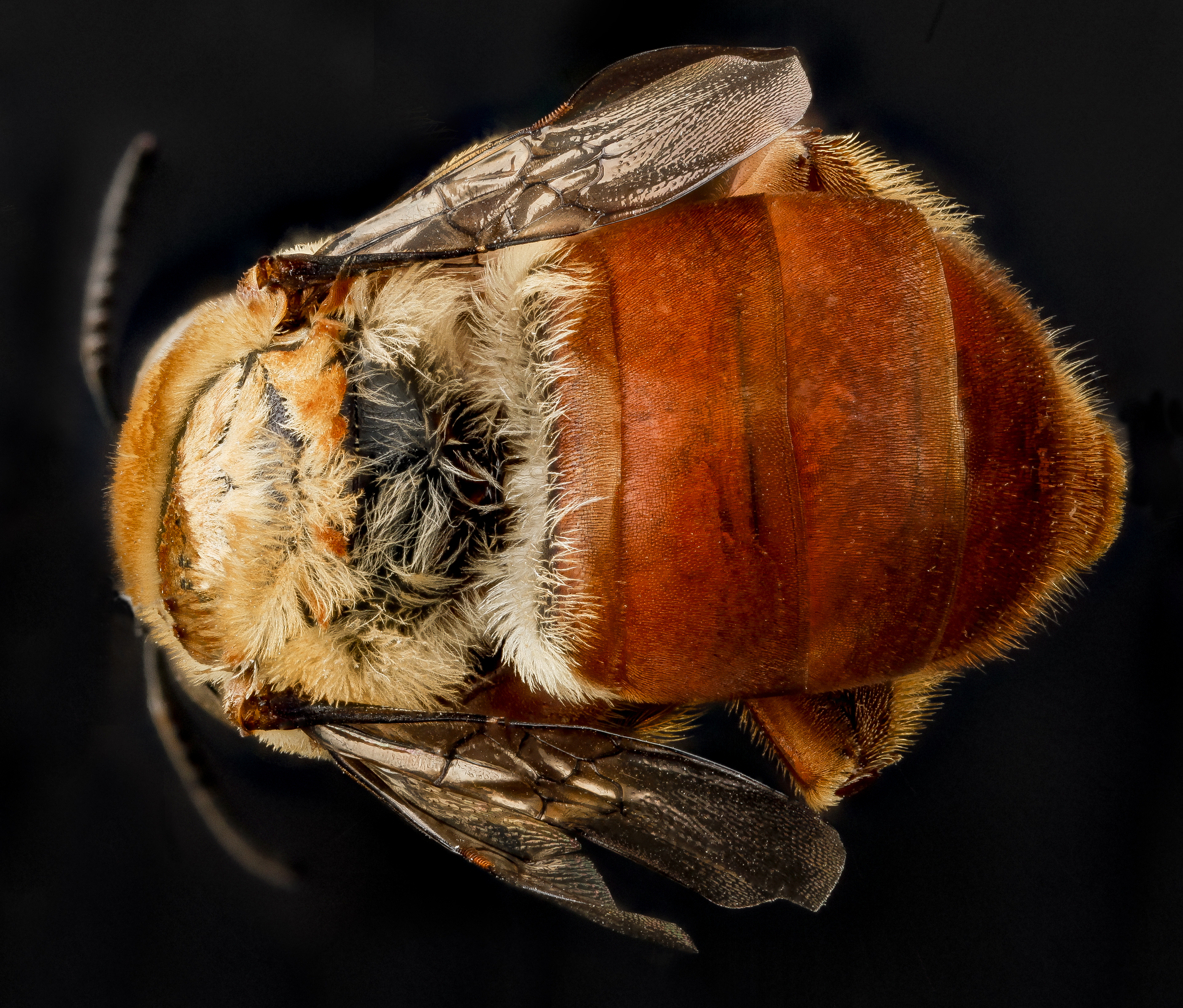
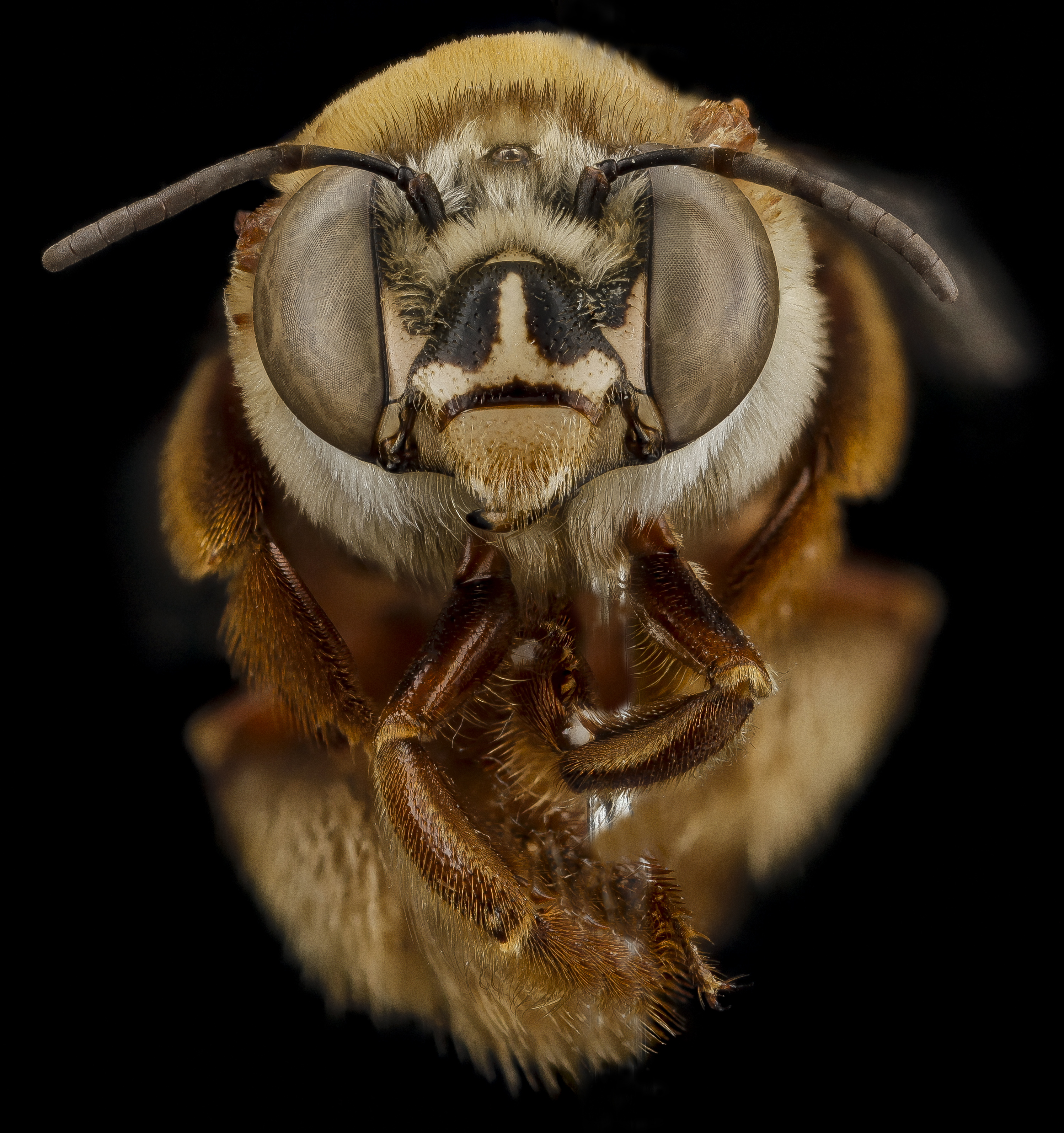